# رودني يونغ (عالم إنسان)
رودني يونغ (بالإنجليزية: Rodney Young)‏ هو عالم إنسان أمريكي، ولد في 1 أغسطس 1907 في برناردسفيل في الولايات المتحدة، وتوفي في 25 أكتوبر 1974 في Chester Springs, Pennsylvania ‏ في الولايات المتحدة بسبب حادث مرور.